# Matthias von Schwanenflügel
Matthias von Schwanenflügel (* 4. August 1958 in Bremen) ist ein deutscher Jurist, Ministerialdirektor und Honorarprofessor.

## Biografie
Von Schwanenflügel ist einer der Mitbegründer des ADFC Bremen. Er studierte Jura und Wirtschaftswissenschaften an der Universität Bremen und absolvierte dort ein Aufbaustudium im europäischen und internationalem Recht (Abschluss LL.M.Eur.).
Von 1988 bis 1991 war er wissenschaftlicher Mitarbeiter an der Universität Bremen. Er organisierte mit Kolleginnen und Kollegen die Assistententagung Öffentliches Recht 1991 und promovierte zum Dr. Jur. mit einer Arbeit im Kommunalrecht. Dazwischen war er in der Kommission der EU, Generaldirektion Umwelt. Dort arbeitete er an der Richtlinie zum freien Zugang zu Umweltinformationen.
Von 1991 bis 2014 war er im Bundesministerium für Gesundheit in verschiedenen Abteilungen und im Leitungsbereich u. a. Persönlicher Referent der Parl. Staatssekretärin, Referatsleiter für Medizinprodukterecht, Beauftragter für die neuen Länder und Stellv. Leiter Ministerbüro/Leitungsstab. Von 2005 bis 2010 war er Leiter der Unterabteilung Pflegesicherung und von 2010 bis 2014 Leiter der Unterabteilung Haushalt, Recht und Telematik und behördlicher Datenschutzbeauftragter. Von Januar bis Mai 2011 war von Schwanenflügel Berater/Fellow im US Department of Health and Human Services, Office of the Assistant Secretary for Planning and Evaluation, Washington DC, unterstützt durch Fellowship der Robert Bosch Stiftung. Er beriet zu Fragen der Pflegesicherung im Kontext des Affordable Care Act. 2014 wurde er Leiter der Unterabteilung Arzneimittel, Biotechnologie.
Im Mai 2014 wechselte er in das Bundesministerium für Familie, Senioren, Frauen und Jugend und war dort Ministerialdirektor und Leiter der Abteilung 3, Demographischer Wandel, Ältere Menschen, Wohlfahrtspflege sowie Nachhaltigkeitsbeauftragter bis November 2022.
Von 2019 bis November 2022 war von Schwanenflügel Vorstandsvorsitzender des Trägervereins des Deutschen Zentrums für Altersfragen (DZA).
Seit 2018 ist er Honorarprofessor an der Universität Bremen. Seit März 2023 ist er Fellow des Deutschen Instituts für Menschenrechte e.V. und des Instituts für europäische Gesundheits- und Sozialwirtschaft GmbH (IEGUS) sowie seit September 2023 Mitglied im Direktorium des Instituts zur Förderung Sozialer Innovationen e.V.

## Schriften (Auswahl)
- Abfallvermeidung durch kommunale Abgaben – Rechtliche Möglichkeiten und Grenzen, Schriftenreihe des Instituts für Umweltrecht, Eberhard Blottner Verlag, Taunusstein 1990 (mit Wolfgang Köck)
- Haushaltsrechtliche Grenzen kommunaler Entwicklungszusammenarbeit, Archiv für Kommunalwissenschaften (AfK) 1990, S. 17 (mit Dian Schefold)

- Förderung des Radverkehrs im Straßenverkehrsrecht, Verkehrsdienst (VD) 1990, S. 134
- Das Öffentlichkeitsprinzip des EG-Umweltrechts – Zur Bedeutung der Richtlinie über den freien Zugang zu Umweltinformationen, Deutsches Verwaltungsblatt (DVBl.) 1991, S. 91
- Herausgabe Wandel der Handlungsformen im Öffentlichen Recht, Assistententagung Öffentliches Recht Bremen 1991, Richard Boorberg Verlag, Stuttgart 1991 (mit Kathrin Becker-Schwarze/Wolfgang Köck/Thomas Kupka)
- Entwicklungszusammenarbeit als Aufgabe der Gemeinden und Kreise, Schriften zum Öffentlichen Recht Bd. 631, Duncker & Humblot, Berlin 1993
- Die Richtlinie über den freien Zugang zu Umweltinformationen als Chance für den Umweltschutz, Die Öffentliche Verwaltung (DÖV) 1993, S. 95
- Die Entwicklung der Kompetenzen der Europäischen Union im Gesundheitswesen, Beiträge zur Sozialpolitik und zum Sozialrecht Bd. 23, Erich Schmidt Verlag, Berlin 1996
- Herausgabe „Selbstverwaltung und Demokratie in Europa“, Festschrift für Dian Schefold, Baden-Baden 2001 (mit Andreas Bovenschulte/Henning Grub/Franziska Löhr/Wiebke Wietschel)
- Moderne Versorgungsformen im Gesundheitswesen, Neue Zeitschrift für Sozialrecht 2006, S. 285
- Die Zukunft der Pflegeversicherung, Zeitschrift für Rechtspolitik 2008, S. 4
- Neue Wege in der Pflege, in: Deutscher Sozialgerichtstag (Hrsg.), 1. Deutscher Sozialgerichtstag, Baden-Baden 2008, S. 71
- Pflegereform 2008, Änderungen und Verbesserungen für Pflegebedürftige und Leistungserbringer (mit Anja Möwisch, Corinne Ruser), Heidelberg u. a. 2008
- Maßnahmen zur Schaffung eines neuen Pflegebedürftigkeitsbegriffs und eines neuen Begutachtungsverfahrens, in: Thomas Gaertner et al (Hrsg.), Die Pflegeversicherung, 2. Aufl., 2009, S. 155
- Class Act: Lessons for the Long-Term Care Challenges in America and Germany, The Journal (AARP), Sommerausgabe 2011, S. 62
- European Long-Term Care Programs: Lessons for Community Living Assistance Services and Supports?, in: Health Services Research, Feb. 2012 (mit Pamela Nadash, Pamela Doty, Kevin J. Mahoney) Einsichten in die ministerielle Arbeit in Washington, Gesundheits- und Sozialpolitik, 1/2012, S. 23
- E-Health und Pflege – Chancen für eine Verbesserung der Versorgung, Gesundheits- und Sozialpolitik 5/2012, S. 36
- Die elektronische Gesundheitskarte, Neue Juristische Wochenschrift 2012, 2475 (mit Stefan Bales)
- Ethische Herausforderungen und Chancen von Telematik und Telemedizin (mit Claudia Riepe), Gesundheits- und Sozialpolitik 4/2013, S. 52
- eHealth in Japan, Blick über den Tellerrand (mit Peter Haas), EHealthCom 6/2013, S. 48
- Die rechtliche Stärkung der Vereinbarkeit von Familie, Pflege und Beruf (mit Christine Stüben), Neue Juristische Wochenschrift 2015, S. 577
- The German Long-Term Care Insurance Program: Evolution and Reforms (mit Pamela Doty, Pamela Nadash), The Gerontologist, April 2017
- Reform der Pflegeberufe – Mehr Qualität und Attraktivität im zukünftig größten Ausbildungsberuf, Neue Zeitschrift für Sozialrecht 2018, S. 201 (mit Alexander Leuxner)
- Ausbildung modernisieren – Angehörige unterstützen, Heilberufe 7-8.2020/72, S. 49; und in Heilberufe 7-8.2020/72, S. 49 und in PflegeZeitschrift 5.2020, S. 42 und Heilberufe 7-8.2020, S. 49 (jeweils mit Anja Fiedler)
- Gleichwertige Lebensverhältnisse gemeinsam gestalten – Lösungsansätze und Perspektiven, in: Andreas H. Appelt/Vincent Regente (Hrsg.), Gleichwertige Lebensverhältnisse in Deutschland? Erfolge, Defizite und Weichenstellungen für die Zukunft, Berlin 2021, S. 83
- Concerted Action for Nursing – Germany’s Strategy to Combat the Shortage of Nursing Professionals, The Journal (AARP) 2021, S. 70
- Fachkräftemangel und Pflegeheime, Neue Zeitschrift für Sozialrecht 2023, S. 601 (mit Katharina Kirstein)